# Olaf Zawacki-Richter
Olaf Zawacki-Richter (* 1972) ist ein deutscher Pädagoge.

## Leben
Er promovierte 2003 über die Entwicklung von Online-Studiengängen. Von 2003 bis 2007 war er Projektleiter für internetgestützte Weiterbildungsprojekte im Bankensektor an der Frankfurt School of Finance & Management. Nach einer Vertretungsprofessur für Bildungstechnologie an der Fernuniversität in Hagen (2008 bis 2010) und der Habilitation im Fach Erziehungswissenschaften mit dem Schwerpunkt Weiterbildung 2010 an der Universität Mainz lehrt er seit Oktober 2010 als Professor für Wissenstransfer und Lernen mit neuen Technologien an der Universität Oldenburg. Olaf Zawacki-Richter ist Direktor von COER (Center of Education Research) und seit 1. April 2019 leitender Direktor des Center für lebenslanges Lernen (C3L).
Seine Arbeitsschwerpunkte sind Fernstudienforschung (Instructional Design, Support im Online-Studium, Kompetenzentwicklung im Netz, Organisationsentwicklung und E-Learning), Weiterbildungsforschung (internationaler Vergleich von Weiterbildungssystemen, Studium für Berufstätige, bibliometrische Analysen zu den Felder der internationalen Weiterbildungsforschung) und Personalentwicklung (E-Learning in der betrieblichen Weiterbildung und Kompetenzmanagement).

## Schriften (Auswahl)
- Support im Online-Studium. Die Entstehung eines neuen pädagogischen Aktivitätsfeldes. Innsbruck 2004, ISBN 3-7065-1916-X.
- als Herausgeber mit David Kergel, Norbert Kleinefeld, Petra Muckel, Joachim Stöter und Katrin Brinkmann: Teaching Trends 2014. Offen für neue Wege. Digitale Medien in der Hochschule. Münster 2014, ISBN 3-8309-3170-0.
- Eine ausführliche Liste der Publikationen findet sich auf Google Scholar und Researchgate.